# Иранистика

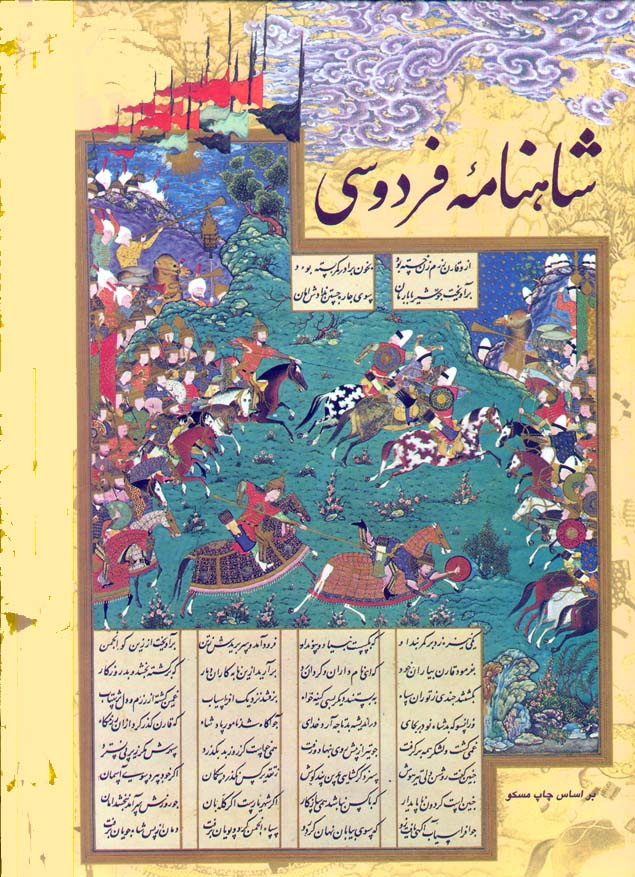
«Шахнаме» Фирдоуси

Ирани́стика (перс. ايران‌شناسی‎ [Īrānšenāsī]) — междисциплинарная регионоведческая наука, входящая в состав востоковедения, и сконцентированная на комплексном изучении истории, культуры и языка иранских народов. По регионам иранистику во многих странах делят на осетиноведение, талышеведение, курдоведение, афганистику, таджиковедение (в том числе памироведение) и собственно иранистику. Все эти региональные ветви иранистики в высших учебных заведениях изучаются в составе самой иранистики.

## История и нынешнее состояние
В Европе история изучения персидского языка начинается с XV века, когда в университетах Австрии (Вены) было введено изучение восточных языков, в том числе персидского. По некоторым данным, возникновение иранистики относят к XVIII веку. Но интенсивное изучение и ознакомление европейцев с персидской культурой, каллиграфией, миниатюрой и восточным книжным искусством происходили в годы правления династии Сефевидов (1501—1736 гг.), о чём свидетельствует материалы, собранные Адамом Олеарием, который удостоился аудиенции шаха Исмаила Сефеви (1629—1642 гг.), принявшего его как официального гостя. По возвращении на родину Олеарий написал и в 1634 году издал книгу «Путешествия в Московию и Персию».
Одним из этапов оформления иранистики как особой отрасли языкознания явились работы по дешифровке древнеиранских (авестийских и древнеперсидских) надписей.
В XX веке были найдены новые источники по ранее неизвестным иранским языкам «среднего периода» — согдийскому, хорезмийскому, сакскому и др. Советский иранист В. И. Абаев путём анализа скифских имён собственных установил некоторые черты фонологии и ряд лексических единиц скифского языка.
В XX веке велась также активная работа по изучению живых иранских языков и их диалектов, в СССР особенно активно по таджикскому, ягнобскому, осетинскому, талышскому, татскому и ряду других.

### На постсоветском пространстве
Иранистика и поныне на постсоветском пространстве одна из важнейших и главных дисциплин востоковедения. Наиболее крупные центры изучения иранистики в странах постсоветского пространства прежде всего расположены в России. Крупные центры изучения и обучения иранистике также расположены в Армении, Таджикистане, Узбекистане и Украине. 

### В Европе
Одним из основателей и популяризаторов иранистики в Европе является французский востоковед Абрахам Гиацинт Анкетиль-Дюперрон. Европейский континент является одним из старейших и крупнейших центров изучения иранистики. 
В Великобритании крупнейшими центрами иранистики являются Кембриджский университет, Оксфордский университет, Даремский университет, Сент-Эндрюсский университет, Лондонский университет, Лондонская школа востоковедения и африканистики. Во Франции крупнейшими центрами иранистики являются Университет Париж III Новая Сорбонна и Национальный центр научных исследований. В Германии таковыми являются Свободный университет Берлина, Гёттингенский университет, Фрайбургский университет, в Испании Университет Саламанки.